# وايتي كاشان
وايتي كاشان (بالإنجليزية: Whitey Kachan)‏ مواليد 15 سبتمبر 1925 - الوفاة 07 مارس 1993، كان لاعب كرة سلة أمريكي. بدأ مسيرته الاحترافية في سنة 1948. تم اختياره من قبل فريق شيكاغو ستايغس خلال الدرافت. بلغ طوله 6 قدم 2 بوصة (1.9 م). اعتزل اللعب في 1949. لعب مع شيكاغو ستايغس ولوس أنجلوس ليكرز.

## روابط خارجية
- وايتي كاشان على موقع إن بي أي (الإنجليزية)
- وايتي كاشان على موقع سبورتس رفرنس (الإنجليزية)
- وايتي كاشان على موقع كلية كرة السلة في سبورتس رفرنس.كوم (الإنجليزية)
- وايتي كاشان على موقع ريلجم (الإنجليزية)
- وايتي كاشان على موقع بروبوليرز (الإنجليزية)